# 大梶七兵衛
大梶 七兵衛（おおかじ しちべえ、元和7年（1621年） - 元禄2年5月25日（1689年7月11日））は、江戸時代前期の土木事業家。出雲国神門郡古志村（現在の島根県出雲市古志町）の出身。高い農業土木技術を認められて松江藩に召され開発棟梁となり、荒木浜における植林、高瀬川の開削など、出雲平野の開拓・植林に尽力した。大正4年（1915年）、従五位を追贈された。
本項における記述は初代について述べたものである。

## 年表
| 和暦     | 西暦   | 内容                   |
| -------- | ------ | ---------------------- |
| 元和7年  | 1621年 | 神門郡古志村で誕生     |
| 寛文2年  | 1662年 | 荒木浜干拓の許可を得る |
| 延宝5年  | 1677年 | 荒木村へ移住           |
| 延宝6年  | 1678年 | 大胆煎となる           |
| 貞享元年 | 1684年 | 高瀬川開拓に着手       |
| 貞享4年  | 1687年 | 高瀬川開通             |
| 元禄元年 | 1688年 | 十間川開拓に着手       |
| 元禄2年  | 1689年 | 初代七兵衛死去（69歳） |

## 功績
河川の開拓
- 高瀬川
- 十間川

植林
- 荒木浜